# Principat de Shahpur
Shahpur fou un estat tributari protegit a l'agència de Kathiawar, prant de Halar, presidència de Bombai, format per quatre pobles amb un únic propietari tributari. La superfície era de 26 km² i la població el 1881 de 1.237 habitants. Els ingressos estimats eren de 650 lliures i pagava un tribut de quasi 47 lliures al govern britànic i de poc més de 14 lliures al nawab de Junagarh. Era un estat de sisena classe governat per una branca de la nissaga de Rajkot, dels jadeja rajputs, concedida en feu a Kallyanji, el tercer fill de Thakur Saheb Mehramanji II de Rajkot vers el 1771.

## Llista de thakurs
- Thakur KALLAJEE o KALLYANJI MEHRAMANJI 1771-?
- Thakur KASHIAJI KALLYANJI (fill)
- Thakur RADHOJI KASHIAJI (fill)
- Thakur VEROJI RADHOJI (fill)
- Thakur KALOJI VEROJI (fill)
- Thakur AMARSINHJI KALOJI ?-1878 (fill)
- Thakur BHUPATSINHJI AMARSINHJI 1878-1907 (fill)
- Thakur PRABHATSINHJI BHUPATSINHJI 1907-?
- Thakur AJITSINHJI PRABHATSINHJI ?-1949 (fill)